# Geraistos (Kyklop)
Geraistos (altgriechisch Γεραιστός Geraistós) ist ein Kyklop der griechischen Mythologie.
An seinem Grabmal opferten die Athener, als ihre Stadt von der Pest bedroht war, die Töchter des Hyakinthos: Antheis, Aigleis, Euthenis und Lytaia. Einzige Quelle dafür ist die Bibliotheke des Apollodor 3,15,8.